# 安德烈亚斯·伊勒
安德烈亚斯·伊勒（德語：Andreas Ihle，1979年6月2日—），德国男子皮划艇运动员。他曾代表德国参加2000年、2004年、2008年和2012年夏季奥林匹克运动会皮划艇比赛，获得一枚金牌、一枚银牌和一枚铜牌。